# 16128 Kirfrieda
16128 Kirfrieda è un asteroide della fascia principale. Scoperto nel 1999, presenta un'orbita caratterizzata da un semiasse maggiore pari a 2,4163948 UA e da un'eccentricità di 0,1475024, inclinata di 1,37143° rispetto all'eclittica.